# 刘麒样
刘麒样，湖南湘乡人，是一名清朝政治人物。
刘麒样曾接替黄祖络任苏松道道员一职，1895年由黄祖络接任。